# 야우마데이역
야우마데이역 (중국어: 油麻地, 광둥어 예일: Yàumàdéi, Yau Ma Tei), 옛 이름으로는 워털루역 (Waterloo, 워털루 로에서 따온 이름)은 홍콩 MTR의 환승역으로, 가우룽 야우마데이에 자리해 있다. 군통 선과 췬완 선이 지나간다. 1979년에 문을 열었으며, 1985년 5월 31일 아가일 역 (→ 웡곡)과 채터 역 (→ 중완)과 함께 지금의 이름으로 역명을 바꾸었다.
야우마데이 역은 환승역이지만 승강장마다 환승할 수 있게끔 설계되지는 않았다. 군통 선이 웡보 역까지 연장된 이후로는 군통 선이든 췬완 선이든 어느 한 노선의 상행 방면에서 온 승객들이 다른 노선의 하행 방면으로 가기 위해 이용되고 있다. 통근 시간에는 학생들이 많이 이용하는데 역 인근에 학교가 밀집해 있기 때문이다.
야우마데이 역의 상징색은 밝은회색, 붉은색, 흰색, 파란색 줄무늬로, 역 벽면에 눈에 띄게 장식되어 있었으나 2005년 보수 공사로 사라졌다. 역명도 헬베티카 글꼴이었지만 지금은 미리아드체로 바뀐 상태다.

## 역 구조
좌측 통행이 일반적인 홍콩 지하철역과는 달리, 야우마데이 역의 군통 선은 웡보 역 교차로부터 야우마데이 역을 지나서까지는 우측 통행으로 운행된다. 이처럼 운행 방향이 어긋난 이유는 야우마데이 역과 웡곡 역 사이의 선로 구조 때문이다. 웡곡 역부터는 원래대로 좌측 통행으로 바뀐다.
2016년 10월 23일, 군통 선의 연장 구간 (웡보-호만틴-야우마데이)이 개통되었다. 그에 앞서 군통 선의 승강장 번호는 2016년 6월 11일부터 전면 교체되었고, 적응기간을 거쳐 2016년 8월 21일부터는 4번 승강장은 하차 전용, 3번 승강장은 탑승 전용이 되었다. 군통 선 연장구간 개통 이후 야우마데이 역은 군통 선과 췬완 선 간의 환승역이 되었으며 각각 다른 층에 다른 노선의 승강장을 두게 되었다.
| G         | 도로                       | 출입구                             |
| L1        | 중앙홀                     | 고객서비스, MTR샵                  |
| L1        | 중앙홀                     | 자판기, ATM                        |
| L2 승강장 | 승강장 1                   | → ■ 췬완 선 췬완 방면 (웡곡) →     |
| L2 승강장 | 섬식 승강장, 오른쪽문 열림 |                                    |
| L2 승강장 | 승강장 2                   | ← ■ 췬완 선 중완 방면 (조던)       |
| L3 승강장 | 승강장 4                   | ←■ 군통 선 웡보 방면 (호만틴)      |
| L3 승강장 | 섬식 승강장, 왼쪽문 열림   |                                    |
| L3 승강장 | 승강장 3                   | → ■ 군통 선 티우겡렝 방면 (웡곡) → |

## 출입구
- A1: 피트 가
- A2: 피트 가, YMCA 가우룽 센터, 광화의원
- B1: 네이선 로
- B2: 포틀랜드 가
- C: 만밍 가 (템플 가)
- D: 워털루 로[3]